# 平均地權
平均地權是中華民國國父孫中山所倡三民主義中“民生主義”的重要思想：由國家規定土地法、土地使用法、土地徵收法和地價稅法，地主估價他所有的土地的价格，呈報政府，國家就價徵稅，並於必要時依所報價收買該幅土地；同時，自報價後土地所增加的價值歸諸公有（漲價歸公）。平均地權旨在調和自由主義經濟制度所採行的土地私有制度及社會主義經濟制度所採行的土地公有制度，防止土地集中在少數人的身上。土地所有權分两級，國家擁有上級所有權，人民擁有下級所有權，且無論是政府或是人民都沒有絕對之土地所有權。
據孫文所言，平均地權之起源可回溯至中國周代的井田制度，並表示「平均田權者，即井田之遺意也。井田之法，既板滯而不可復用，則惟有師其意而已……井田制的道理，和平均地權的用意是一樣的」。除受中國傳統諸思想啟發外，三民主義教科書常指出平均地權的提出也被學者認為是受到了當時世界各其他學者的影響。如英國經濟學家约翰·斯图尔特·密尔的主張之《地租歸公論》，其中認為土地具有自然知性能，是屬於全人類的財產，不應由任何私人所獨佔，故其價的自然增值需以課稅之方法收為公有。又如美國的亨利·乔治倡行之「地單一稅」制度，也是認為土地係天然物，是上帝所創造給全人類的恩賜，所以個人無權據為私有，社會應以單一稅的方式稅去地主由土地私有權獲得的價值。另如同時代領導德國地改革運動之政治家阿道夫·達馬熙克也提出以地價稅制收取地租歸全國人民的共享，且其之增值應全部歸公之作法。

## 理論緣起

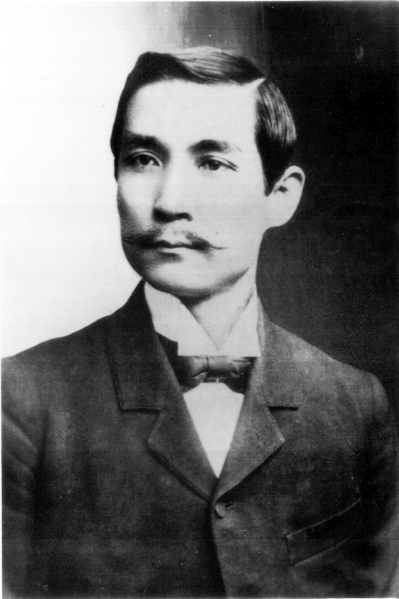
革命時期的孫文，攝于1900年8月

孫文認為，土地是最基本的生產要素，亦為國民發展經濟、實施國家建設、創造社會財富、締造民眾福祉所必須之資源，因此，人地關係是否健全合理，與民生苦樂、民族安危、國事興衰、社會文野等議題均息息相關。孫文重視土地問題，並認為中國要解決社會問題，為了「不蹈歐美覆轍」，就必須先解決土地問題。
孫文從事革命的生涯中首度將「平均地權」納入革命綱領，可溯至1903年7月於日本東京開辦軍事學校之時。當時孫要求欲入該校的14名成員，舉手宣誓日「驅除韃虜，恢復中華，創立民國，平均地權，如有不遵，應受懲罰」，與1894年在檀香山成立興中會時的「驅除韃虜，恢復中國，創立合眾政府」之誓詞相較即多出了平均地權等概念。光绪三十年（1904年）《重定華僑致公堂章程》內第二條中列明：「本堂以驅逐韃虜，恢復中華，創立民國，平均地權為宗旨」，此為平均地權在正式文件中之第一次出現。翌年，同盟會成立，「平均地權」仍屬四大政綱。其後，孫文先提出以三民主義為建國最高準則，將平均地權列為三民主義之重要部分。民國35年（1946年）國民大會制訂《中華民國憲法》時，依據「國父遺教」將平均地權記載於第一四二條內，列為基本國策，相關條文仍有效至今。
1905年，平均地權在孫文著作中被提昇為民生主義的核心理念。1906年提出「漲價歸公」子理論獲得提出；1912年提出「自報地價」、「照價徵稅」、「照價收購」得到提出，為「漲價歸公」提供理論細節；1920年，孫文提出要對「荒地」與「熟地」施行不同的徵稅標準；1924，他又復提出地上建築物也一併納入土地計價的一部分。

## 大致內容

### 理論涵義

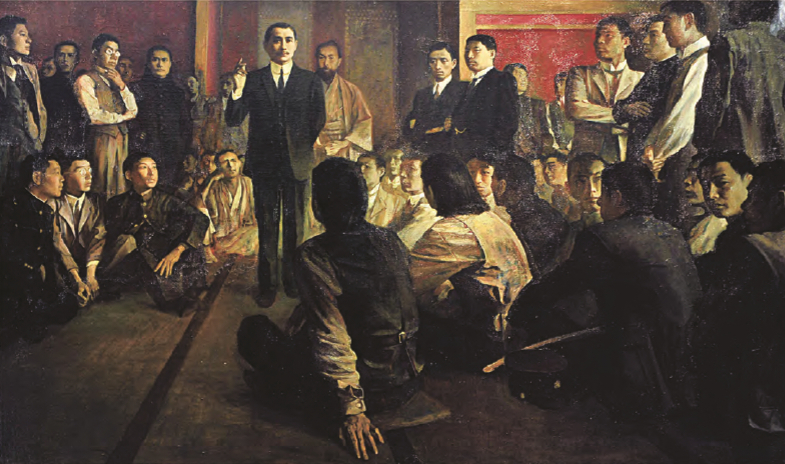
後人繪製的同盟會成立圖

根據《中國同盟會軍政府宣言》說明，平均地權之意義為：「文明之福祉，國民平等以享之，當改良社會經濟組織，核定天下地價，其現有之地價仍屬原主所有，革命後社會改良進步之增價，則歸於國家，為國民所共享。肇造社會的國家，俾家給人足，四海之內，無一夫不獲其所，敢有壟斷以制國民之生產者，與眾共棄之」。故平均地權之涵義，被認為是在經濟方面，將土地未來因經濟發展而產生之增值歸與公眾平均享有；在法治方面，將私有土地所有權之實質加以變更使國家對土地取得最高支配權；目的則是避免私人壟斷土地而妨害國計民生，並使土地所有權之行使不妨礙公眾的利益。
與共產主義有所不同的是，國民黨學者認為孫文並不不希望利用政治力量對土地實體進行一次平均分配，因為「從實均地仍是不平」。孫文反對將土地一律收歸國有及廢除土地私有制度，相反的，他被認為希望保留土地私有制度之優點，並防止其缺點，讓土地政策同時具有土地國有之實質而無其弊害。孫文曾表示：「若能將平均地權做到，那麼社會革命，已經成功七、八分了」。在推廣上，孫文不獨將「土地國有」納入所創《民報》本社簡章中的「六大主義」，成為《民報》每次出刊時必刊載的訴求。其同人還進而翻譯民生主義之有關經典著作，或撰文介紹民生主義類似概念在歐美等國的發展概況等，分別以廖仲愷摘譯亨利·乔治於1879年的《進步與貧困》及馮自由在香港、日本等地撰寫的〈民生主義與中國政治革命之前途〉為代表。
根據孫文理論，平均地權制度之具體實行辦法包括「規定地價」、「照價徵稅」、「照價收買」、「漲價歸公」等四大綱領。每一綱領皆具有其獨立意義與功能，但也互相影響，相輔相成。其中，規定定價屬於「基礎工作」，照價徵稅與漲價歸公為「主要手段」，照價收買則稱為「重要之控制辦法」。總體來說，平均地權整個制度在實施方法上的設計，需首先以「規定地價」區分土地權力的公私界線，藉「照價徵稅」與「漲價歸公」收取土地之地租予自然增值，並以「照價收買」使「申報地價」趨於合理。藉由平均地權的制度，孫文希望能調劑社會上的土地分配，防止私人囤貨投機壟斷，從而達成三民主義中重要的「地盡其利」與「地利共享」目標。

### 政治法律觀點
根據孫文的見解，在法律上，完整的土地所有權包含四種子權力：支配權、管理權、使用權及收益權。孫文認為，在中國古代，此四種權利的分配方法是把支配權和管理權歸之政府，使用權及受益權則歸於個人，而他提出的平均地權理論，則是將這四種權利做「橫向分割」，即支配、管理、使用、收益等四權均部分屬於國家、部分屬於私人。換句話說，平均地權允許「土地國有權」（上級土地所有權）及「土地私有權」（下級土地所有權）的同時存在，且此「國有」及「私有」之間的界線可以依實際需求彈性調整。根據孫文的看法，「土地國有」可以出發揮「計畫經濟」體制中的的分配功能，而「土地私有」則能發揮出「自由經濟」制度中的之生產功能。孫文認為，只要遵守下級土地使用權不得抵觸上級土地所有權的前提，實施平均地權就能夠同時解決「土地分配」及「土地利用」此二問題。
在孫文的理論中，國家只有在公共建設或是社會福利有必要時才會就需用之土地行使其「上級所有權」，在一般的場合，人民仍可以進行基於其「下級所有權」之土地利用行為，並由政府照價徵稅，收取土地之「天然地租」及「社會改良價值」。據此，根據後世親國民黨系學者的研究觀點，平均地權理論與共產主義觀念的最大不同是在於孫文所提到的「土地國有」理論，其意思僅限於「國家擁有上級土地所有權」的範疇，而非而如共產主義將一切土地絕對地收歸國有。

### 經濟學的觀點
孫文早期研究土地問題的觀點，始於講求地利，例如在民國建立以前，他便曾多次上出滿清朝廷，建議「地盡其利」、提升人民福祉。在決心發動國民革命之後，作為革命政綱的平均地權理論便認為延續了這種主張。在孫文看來，一切的經濟行為都是以追求慾望的最大滿足為目的，而為了謀求慾望的滿足，國民就必須努力生產，而生產的主要目的就在於分配資源以供大眾享用。因此，以土地的利用與分配乃是息息相關、互為因果的兩面：如果有優秀的土地分配制度，就可以促進技術的改良，而如果有利用技術的改良，則可以強化地利、增加利益。如此良性循環，便是孫文眼中理想的土地所有權制度；而相反的，個別投機土地、想靠房地價上漲買低賣高的投資客，則不被孫文所欣賞。
孫文認為，如果人民持有土地，僅僅是把他作為投機圖利的工具而不加以更有效利用，則政府可隨時「照價收買」，以務求更經濟的土地使用方法。在實行面上，孫文認為，如「荒地」、「空地」或其他「利用不良」的土地，政府無須採用其他的懲罰方法，只需正確實施「照價收買」原則，即可有效促進該塊土地在生產過程中的受利用程度。而「漲價歸公」則可以進一步地打擊土地投機者，讓其無利益可圖，並讓真正需要土地的人可以擁有土地，達成「除非真正需要土地之人，不願擁有土地」的目標。
在孫文的觀點中，公私權利應該要能相互調和、分工合作，努力達成「地盡其利」的終極目標。因此，因此在平均地權中，孫文對私人投資改良所造成的土地增值價值給予周全保障，不容剝奪。在「照價收買」層面上，孫文認為在收買過程中，人民在收買地上的原投資設施價值也獲得政府公平補償；而在「漲價歸公」層面，孫文也主張對於個人投資改良所造成的土地升值，也不列入歸公之標的。另外，他也主張為鼓勵人民盡量使用土地，凡是個人施於土地上之勞力資本所形成的價值，也都可以免徵地價稅、降輕國民負擔。

### 分配正義觀點
改善社會財富分配，謀求理想「均富社會」是孫文民生主義的重要目標。平均地權便是民生主義的重要手段。在民國十年（1921年），孫文曾表示：「有土地的人，便一日變富一日；沒有土地的人，便變一日變窮一日，所以土地的問題，實在是很大的，我要預防這種由於土地的關係，有貧者越貧，富者越富之惡例，便非講民生主義不可，要講民生主義，又非用從前同盟會所定平均地權的方法不可」。孫文認為，平均地權制度之設計，就改善社會財富分配觀點來說，應當要從土地所生之收益的合理分配做起。孫文認為，土地收益形成的原因有分成三種：
1. 因為土地的天然營養能力或負載功能所產生的自然收益，稱為「素地地租」、
2. 因為社會進步文明發展而增加的社會收益，稱為「社會增價」或「自然增值而增加之經濟地租」、
3. 由於土地所有權人對土地投入勞動或資本所生之收益，稱為「改良價值所形成之收益」，

在孫文的平均地權思想中，除了第三種改良價值收益之外，前兩者之果實皆不應當由私人獨享。而前兩種凡非屬土地所有者個別努力勞動結果所生的利益，孫文認為都應概括由公眾平均享受，「地利共享」，而不能容許私人坐享不勞所得。
為了達成「地利共享」的宗旨，孫文建議先採用「規定地價」的方法，先劃分公、私有地權的界線，讓個人的土地權利限於其所申報的地價，並由政府照價徵稅，使其「素地地租」逐年歸於公有，讓土地的自然之力不被私人不勞享有，並輔以「漲價歸公」綱領，收還「社會增價」，與大眾共享。對於未來有迅速增值潛力的土地，孫文建議政府政府實行「照價收買」，進一步使未來上漲之地價及未來的衍生價值全部同樣歸公，以謀求富強國家、降低人民稅捐負擔。

### 杜絕土地投機
| “                                                                                      | 世界有一公例，凡工商發達之地，其租值日增，若香港、上海，前一畝值百十元者，今已漲至百十萬有奇。及今不平均地權，則將來實業發達之後，大資本家必爭先恐後，投資於土地投機業，十年間舉國一致，經濟界必生大恐慌。……地權既約，資本家必捨土地投機事業，以從事工商，則社會前途，將有無窮之希望。蓋土地面積有限，工商業之出息無限，由是而製造事業日繁，世界用途日廣，國利民富，莫大乎是。否則，我輩推翻專制，固為子孫謀幸福，而土地一日不平均，仍受大地主大資本家無窮之專制耳！ | ” |
| ——孫文，民國元年（1912年）五月四日，於广州东园對新聞界歡迎會演講〈民生主義之實施〉講詞 | |   |
| “                                                                                      | 其地方之發達進步，必有出人意料之外者，而其影響於土地必尤大。如童山變為山林，石田變為沃壤，僻偶變為市場，前者值數元一畝之地，忽遇社會發達進步，其地價乃增為數百元、數千元一畝者不等，有其地者，不勞心、不勞力，無思無為，而坐享其利矣。以眾人之勞力集思以經營之社會事業，而其結果，則為百數十之地主坐享其成，天下不平之事孰過於此，此地價不可不先定，而後從事於公共經營也。                                                                                           | ” |
| ——中華民國《地方自治開始實行法》第三項                                                 | |   |

孫文認為，實施平均地權，首先需「規定地價」，而後照地價徵稅，逐年收取「素地地租」，執行漲價歸公，使將來自然增加而提高之土地價值，也歸於公享。另外，孫文也建議「規定定價」的實施過程中可達配「照價收買」進行，使下級土地所有權人合理報價。另外，政府也可配合公共需要，基於「上級所有權」的的運作，破除私人對於土地的長期私有壟斷，防止不動產價格飆漲，使持有土地者無投機暴利可圖。孫文對於土地分配的目標是希望能達成「除非真正需要土地之人，不願擁有土地」。後世三民主義學學者則進一步認為，維持合理的地價水準，達成由自用土地之人與自耕農擁有土地的理想狀態，不但能有效促進土地利用，還可以解放原本凍結在土地投機事業的閒置性資金，使市場上的資源流向生產製造業，減少國民經濟果實被高房地價綁架的「陷阱」，能帶動整體經濟之健全發展。

## 規定地價

### 理論要領
平均地價被認為是平均地權中最基礎的工作，旨在確認地價公平合理，藉以適當劃分土地權益的公私界線。在規定地價的設計中，凡是以核定之地價與斯人投資改良價值及其應得之利益，歸給私人所有，而天然所給予及社會所帶來之增價，則歸公。平均地權中，無論是照價徵稅、漲價歸公或是照價收買，均需根據公平地價核算，才能發揮其順利收取土地之自然及社會利益的目的。
規定地價之核心基礎，便是在於簡政便民原則之下，求得正確之地價。如果要求得此種正確之地價，依照孫文觀點，應當先除去土地上改良物的價值。因為附著於土地上之改良物若不扣除，就非純粹之地價。其次是應剔除因歷年來投資改良而融合於土地中的勞費改量價值，因為土地近乎未改良時的原始價值，才被為是真正的土地原價。對孫文來說，此種土地未經改良前的原始價值十分重要，因為他理想中的正確土地稅稅額必須以此種土地原價為稅基，而不能以已有附著物後之價值來課徵。因為他認為因為個人投資改良所新增的土地價值，就經濟學來說應該屬於「工資」或「利息」，而不當被視為純粹地租、不當被當作課稅標的，否則影響私人投資意願。

### 地價計算
至於正確之地價的求得方法，孫文認為不應該使用「土地市價扣除改良價值」的判定方法，因為技術上太過困難；他認為應採取以政策為主的報價法，也就是讓人民自己申報地價的方法。根據他的想法，良好的地價申報機制應當為：
| “                                                                                                | 隨地主之報多報少，所報之價，則永以為定；此後凡公家收買土地，悉照此價不得增減；而此後所有土地買賣，亦由公家經手，不得私相授受；原主不論何時，祇能收回此項所定之價，而將來所增之價，悉歸地方團體之公有。                     | ” |
| ——孫文，民國九年（1920年）春手訂《地方自治開始實行法》。                                         | |   |
| “                                                                                                | 調查地主之所有土地，使自定地價、自由呈報，國家按其地價，徵收地價百一之稅，地主報價高昂，則納稅不得不重；納稅欲輕，則報價不得不賤，兩者相權，所報之價，遂不得不出之於平。國家具其地價，載其戶籍，所報之價，即為規定之地價。 | ” |
| ——孫文，民國元年（1912年）十月十五日至十七日於上海對中國社會黨演講〈社會主義之派別與方法〉講詞。 | |   |

在孫文看來，只要採取此種讓地主自行申報土地價值的方式，就可以避開地價登錄不實的可能，因為地主將不願高報地價而增加賦稅，也將不願報低地價而未來在照價收買和漲價歸公時吃虧。
依孫文想法，一旦地價報公後，一切公私經濟行為、國家頒佈法令，均要以地主所定地價若干分之一為標準；例如，將規定以土地抵押融資者，不得擔保超過法定地價百分之幾的金額；同時，國家對於土地利用上一切的輔助措施，如農貸、建築貸款及其他支助辦法，也將悉以此地價為標準。此「較為合理之價」，被後世三民主義學學者認為是一種「政治的，而非經濟的」的一種價格。

### 規定時機

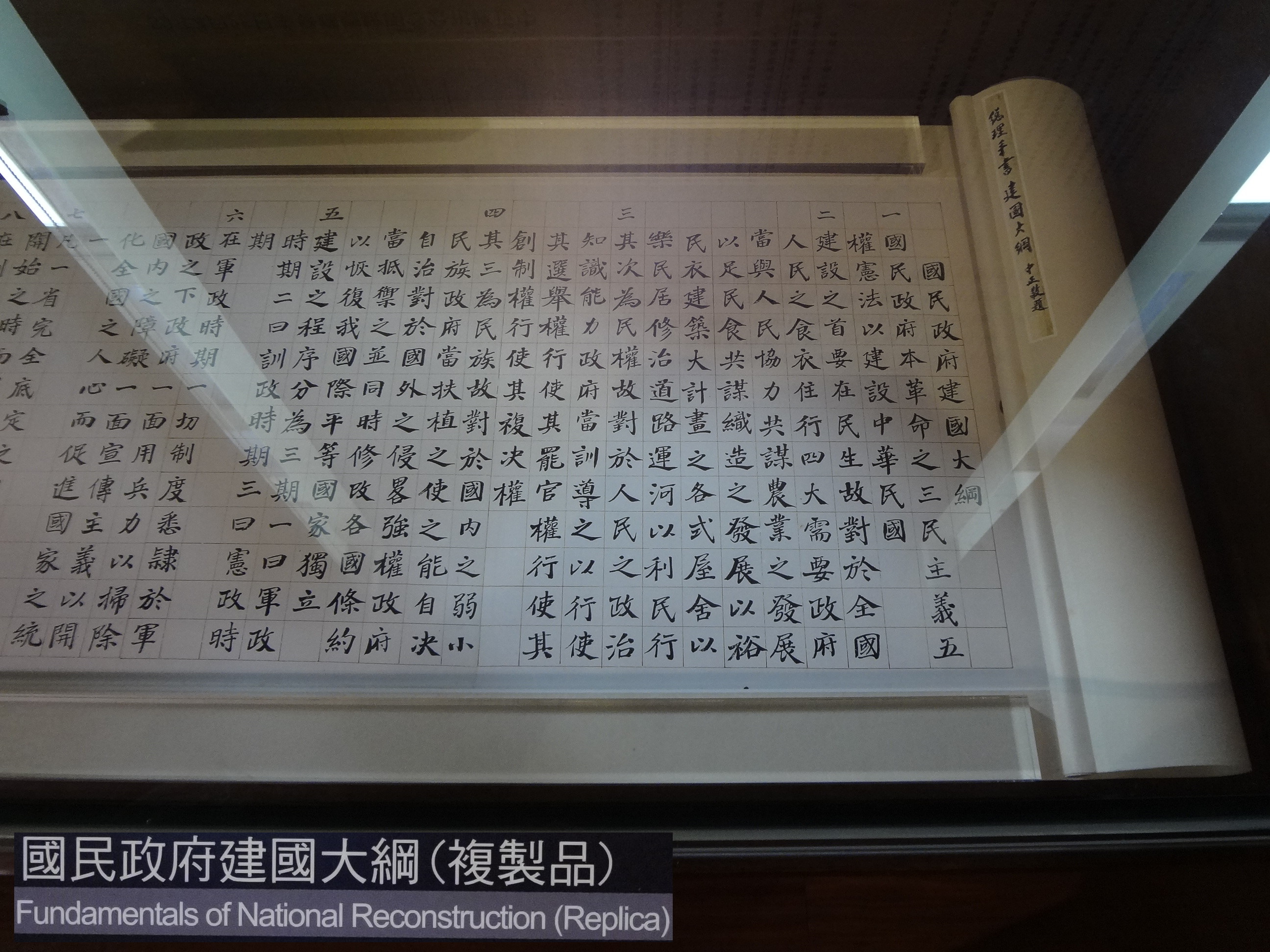
臺北國父紀念館內展示的的《國民政府建國大綱》複製品。

依照孫文手訂《建國大綱》及《地方自治開始實行法》，規定定價的最佳實施時間，為地方自治開始實施之後，地價尚未因為經濟起飛高漲之前，並且只實施一次。選擇在該時間點，是因為必須「趁此資本未發達，地價未增加之時，先行解決。較之歐美，其難易有未可同日以語。」。孫文以為，只要一國之經濟開始騰飛之後，土地價格必然飛漲，百姓買屋買樓必然困難，此時資產階級也不易接受新制度，平均地權便會有其難度。另外，孫文也認為規定之後，地價應「永以為定」，不再重新調查。
與孫文的「永以為定」不同，後世的三民主義學學者普遍認為地價的認定，在必要時機時還需留以重新舉辦的空間，不當一成不變。因為漲價歸公在技術上，必須等待土地下級所有權有轉移時才易課取其自然增值。雖然，但是早在土地未移轉前，因為社會進步、政治改良，就已造成土地自然增值的事實，其土地收益能力也早已水漲船高。在這樣的情形下，如果仍堅持地價永以為定，則私人照價徵稅的負擔不變——甚至因為貨幣通貨膨脹而減輕，會使原本應該回歸公義的社會公產因為融於私有權力之上而連帶被私人所獲利。如此，如果規定地價真的「永以為定」，則必然導致個別私人存在不勞而獲的空間，與平均地權的初衷相違。

## 照價徵稅

### 理論要領

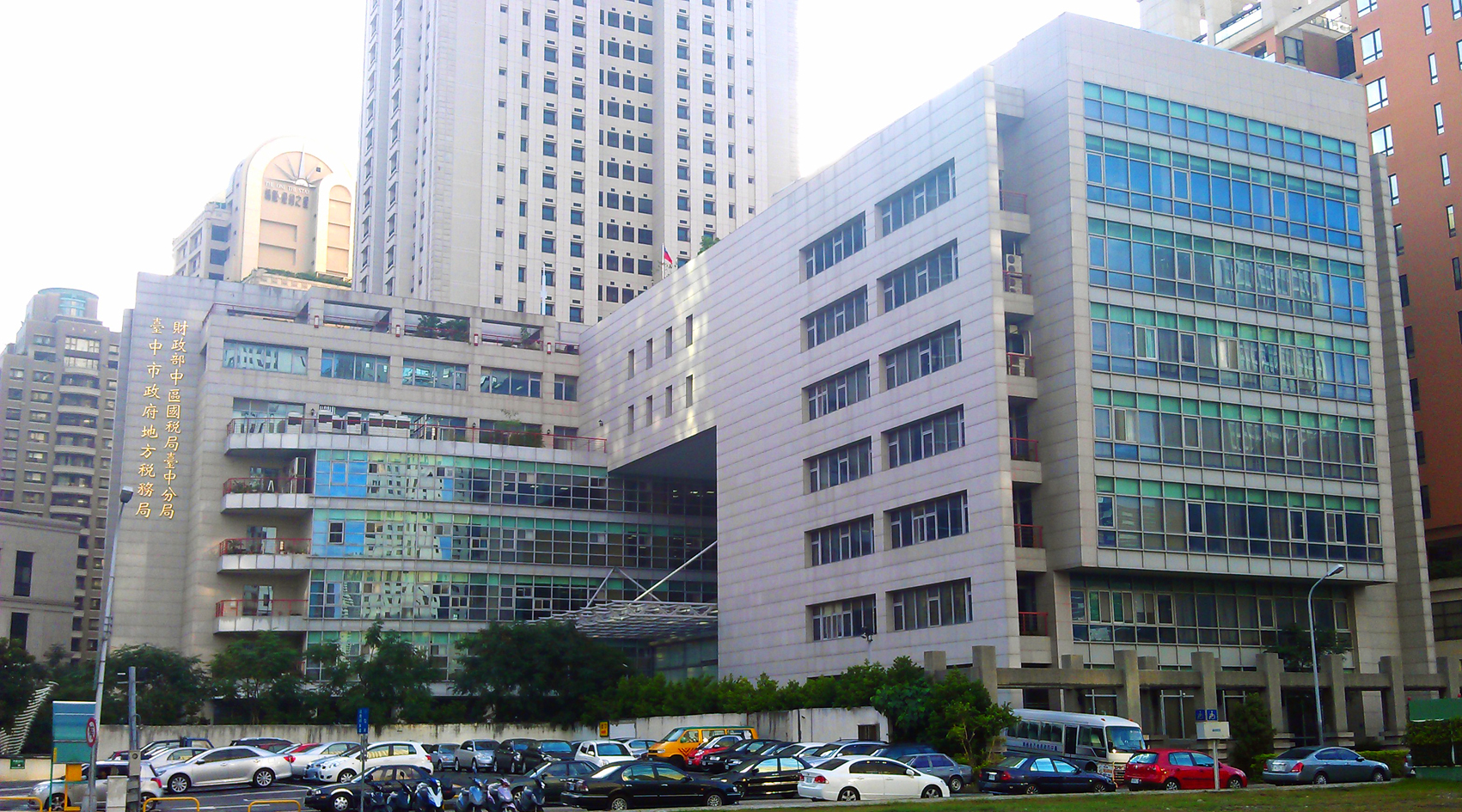
臺中市政府地方稅務局外觀。在臺灣，地價稅、土地增值稅、房屋稅等稅為地方稅，皆由地方稅務機關負責徵收。

照價徵稅就是政府按照規定地價之後的土地原價，對土地持有者逐年課徵地價稅的過程。照價徵稅的目的在於以賦稅的方法，將非私人所應享有的經濟地租回歸給社會大眾共享。在孫文的理論中，照價徵稅的稅賦額應與經濟地租的大小成正比，而又因為經濟地租為土地所有人自土地所獲得的純收益，因此在政治意義上，土地稅就相當於一種「所得稅」，因此不能轉嫁，必須要有土地所有人直接自行負擔。理論上，在實施照價徵稅之後，地主為了降低地價稅負擔，就不得不投資勞力、資本，謀求改良土地土地的生產力，連帶導致土地利用得到進一步優化，接近「地盡其利」；此外，照價徵稅的另一個主要目的在於制衡地主在申報地價時可能以少報多的情況，以追求經濟公平。

### 計價方式

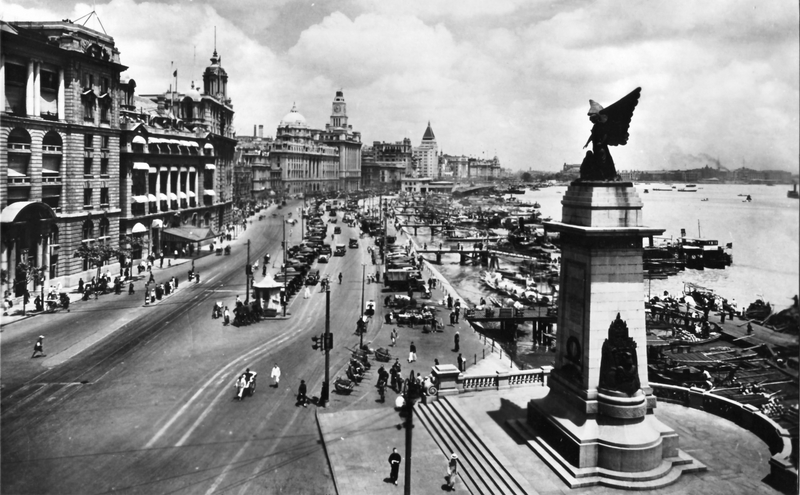
民國初年的上海外灘，是當時東亞繁華地區。圖攝於1928年。

孫文認為，中國傳統的土地課稅制度，只有以面積以及地的上、中、下等來區分，級距差異過大，並無法與現實接軌。孫文認為，地價稅應該要以地價的高低而定，貴地收稅多，賤地收稅少；因為貴地通常在繁榮之處，其地多為富人所有，「多取之不為虐」，然而賤地常在窮鄉僻壤，多為農人貧民所有，此必須從輕課徵。孫文認為如果使用地價課稅，就可以擺脫當時20世紀初期中國土地稅負不公的情況——在當時，上海的黃浦灘鬧區一畝土地收稅僅數元，與鄉下任一相同面積相同肥沃度之田野相同，他認為顯然不公平，而如果按照地價繳納則無此問題。另外，孫文也提及該地價稅的課徵應僅以土地的「素地」部分為限，不當算後期的人工改良與地面建築，以便促進人民改良土地的價值、多做集約用途，邁向「地盡其利」。後代的三民主義學學者認為，此思想與美國人亨利·乔治的地價稅思想相當類似。

### 累進稅率
在課稅方式上，孫文主張採用累進稅率，擁有土地面積越多者，賦稅比例越高。原因在於，如果不實施累進稅率，若要求政府稅源充足、財政穩定，則必須仰賴重稅主義，而若土地稅率一律等於通行投資年利率的水準，雖然可以可收取鉅額的經濟地租，但同時也會造成少額自用土地所有權的人不勝負荷；而相反的，如果統一減輕地價稅稅率，又將無法防止大地主挾資投機有關土地，導致土地分配逐漸不均，無法達成地價稅之初衷。所以，孫文建議地價稅的課徵應採用累進稅率，在減輕小額土地所有權人壓力的同時讓國家可有豐富的財源。而關於累進之最高稅率，孫文雖然從未提及，但根據後世三民主義學學者解讀認為，理論上則應與通行投資年利率相當，如此才能將不勞而獲之素地地租收歸全民同享。

## 照價收買

### 理論要領

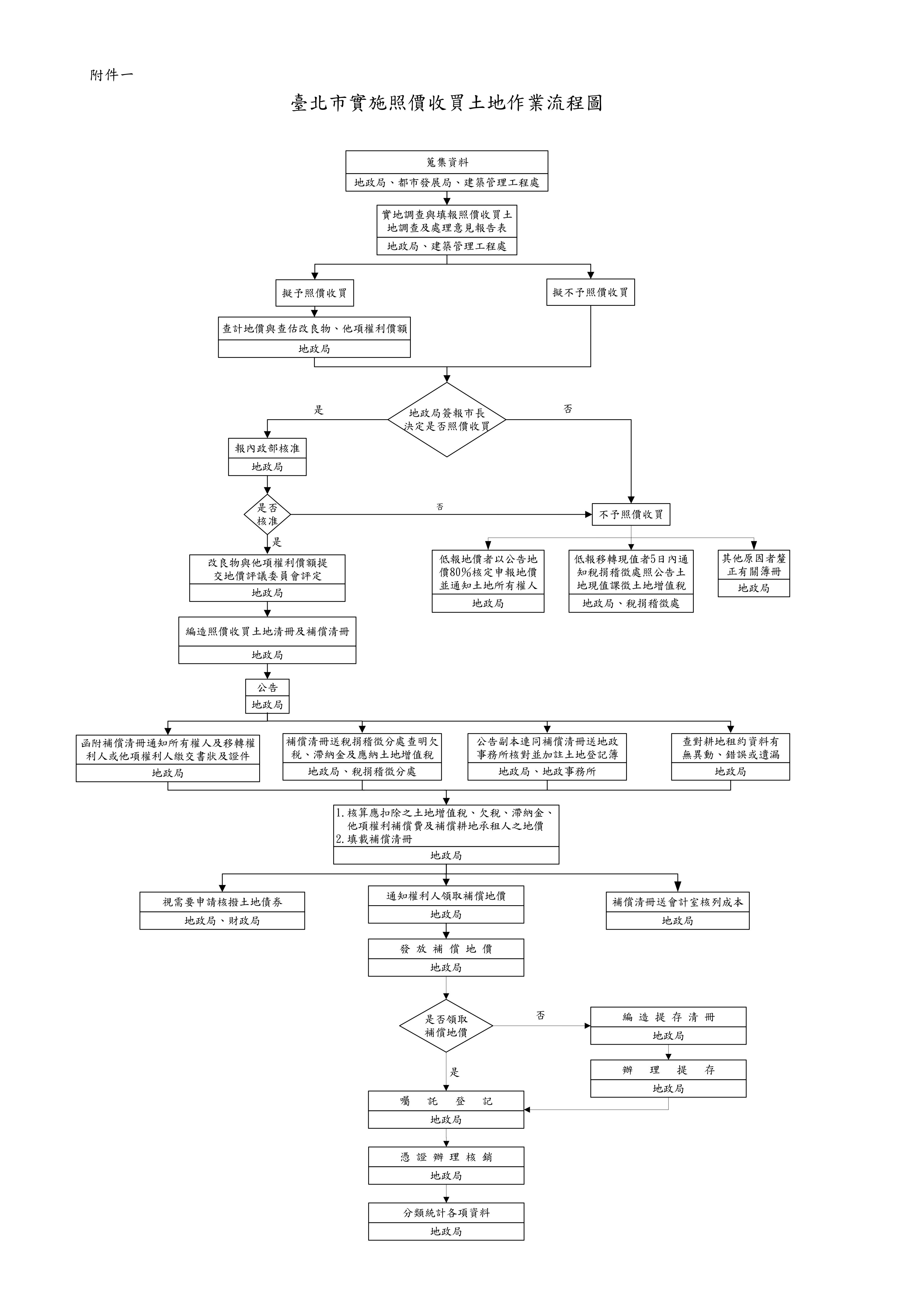
2020年臺北市現行之實施照價收買土地作業流程

照價收買是指國家得以依照私人申報之地價，基於公權力的行使，強制收買其土地並取消私有的下級土地所有權的行為。孫文認為照價收買行為，本質上上屬於原始取得，與私法關係中的買賣行為有別。此一制度，孫文認為，乃是國家本於「上級土地所有權」的擁有，為防止「下級土地所有權」運作有所偏差而成的。在平均地權的四個綱領中，照價收買是重要的控制辦法。照價收買能於規定定價時控制申報地價趨於正常，使造價徵稅與漲價歸公得以順利實行，並在調節土地分配及促進土地利用時，有效發揮國家對土地之最高支配權，阻止土地投機及消除不勞而獲。孫文並提及，政府在照價收買時，應當要對地上改良物一律另給予公正的補償，充分保障私人改良土地之權益價值，以繼續鼓勵民間投資、促進土地利用。另外，照價收買也可協助政府施政，節省開發經費充裕未來政府建設之財源，作為促進國家開發建設的手段。

### 徵用方式
孫文認為，為了實施照價收買，政府與在核發土地所有權狀時，應連帶載明地主所報之地價，並註明政府可照此價收稅或是收買，並再次確認政府對於該塊土地的「上級所有權」。後世三民主義學學者認為此想法與德國擁有膠州灣租界時所實施的「先買權」制度相當類似。
| “                                                                                      | 國家在地契之中，應批明國家當須地時，隨時可照地契之價收買，方能無弊。如人民料國家將買此地，故高其價；然使國家竟不買之，年年須納最高之稅，則已負累不堪，必不敢。即欲故低其價以求少稅，則又恐國家從而買收，亦必不敢。所以有此兩法互相表裏，則不必定價而價自定矣。在國家一方面言之，無論收稅買地，皆有大益之事。……地為生產之原素，平均地權後，社會主義即易行。如國家欲修一鐵路，人民不能抬價，則收買土地自易。於是將論資本問題。 | ” |
| ——孫文，民國元年（1912年）四月一日與南京同盟會會員餞別會演講〈民生主義與社會革命〉講詞 | |   |

照價收買與土地徵收之差別在於，土地徵收是國家基於公法上之關係，為公共事業的需要，對土地實踐「最高支配權」，依法對私有土地給出補償後使需要用地人用地的行政行為。而照價收買是指國家可只憑其單方面意思表示就可收回土地，並只需支付所公告之地價，理論上無須其他條件。學者來璋認為這是一套孫文獨創之發明。

## 漲價歸公

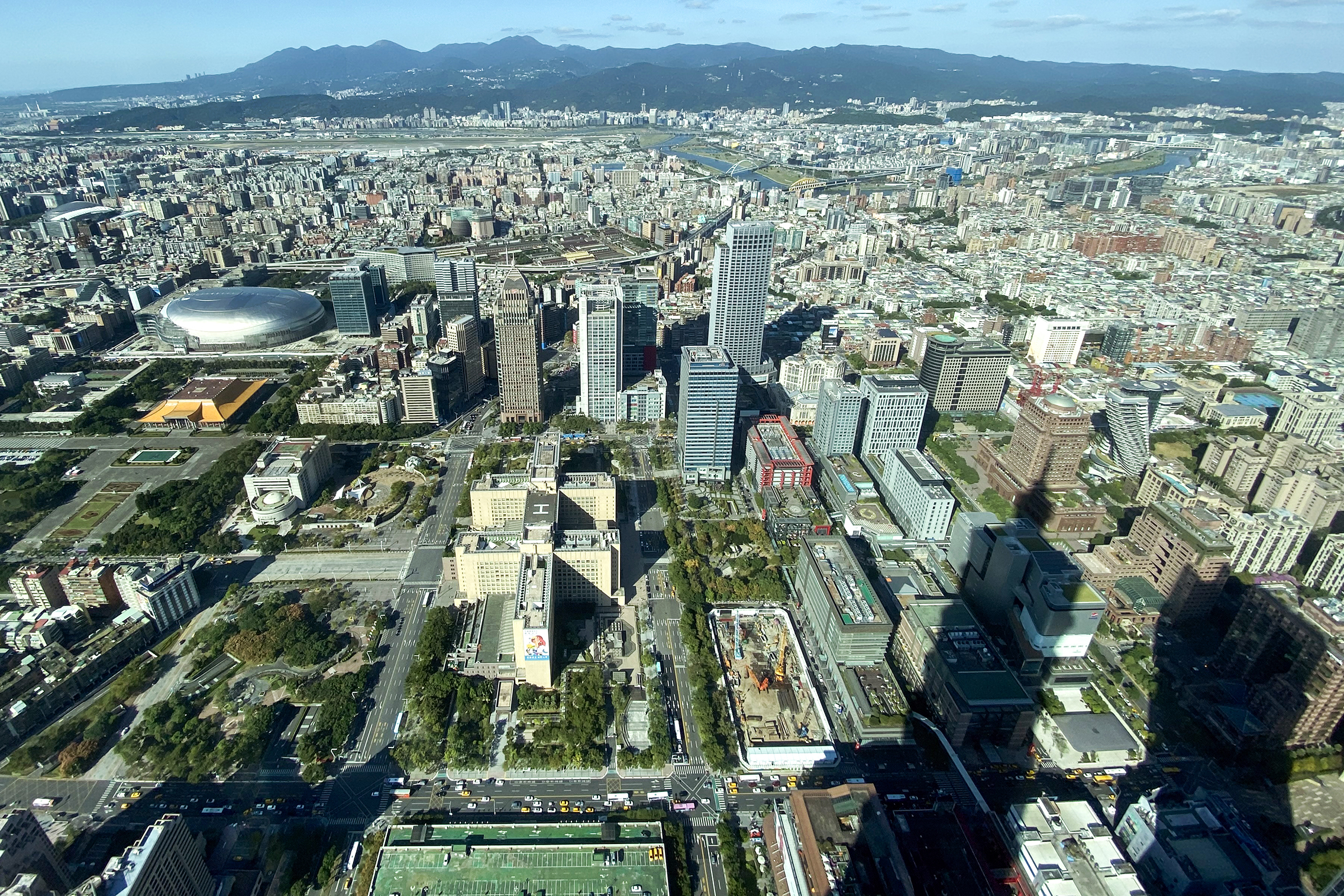
臺北市信義計畫區的鳥瞰圖，該區原本為軍工廠與眷村，1980年代中期之後逐漸發展為臺北市中心商業區。

孫文認為土地漲價為人口增加和社會進步的結果。土地因人口增加漲價，為供需關係；土地因為社會進步繁榮而漲價，則多為人為之改良，如開闢交通、興建公共設施等所致。土地之改良，由政府機關及公共團體所為者，其資金如為全體國民所繳納之一般稅捐，則「誰負責改良了哪裡」這種問題即會難以回答，因為這是屬於全體大眾的功勞。平均地權力論中此種土地漲價應歸於公有。然而若土地改良之資金為部分人民所繳納之特別費，而可以分清楚誰負擔多少改良費者，則土地之漲價應屬於個人之功勞，利益也該還歸私有。土地改良由土地所有人投入資本自行改良所為者，其漲價也被認為應屬於私有。
然而現實生活中，土地的漲價不一定會和土地擁有人的建設有關。在某些情形下，前人出資或自行所為土地改良的漲價，已因積累因素而與固有的價值合而為一，難以區分，而其高價亦非擁有權人努力所致時，平均地權理論認為不宜再歸屬私有。而改良土地的漲價，並非全決定於土地上改良工作的本身，也會與周圍其他地塊的建設，以及市場上的交易價格有關，這時土地的漲價也不應全歸作於土地擁有權人本身的努力所致。改良漲價與自然漲價之間應該如何劃分，為不易解決的問題，雖然說也有部分土地學者，例如臺灣的鄒日君，認為所有自然的漲價都應該要直接歸屬於公有，但是實踐上政府徵稅通常不會如此進行。英國土地運動領導者约翰·斯图尔特·密尔主張課徵土地增值稅，收取土地自然漲價為公有，並連帶著影響了十九、二十世紀的德國土地制度。

### 土地增值稅

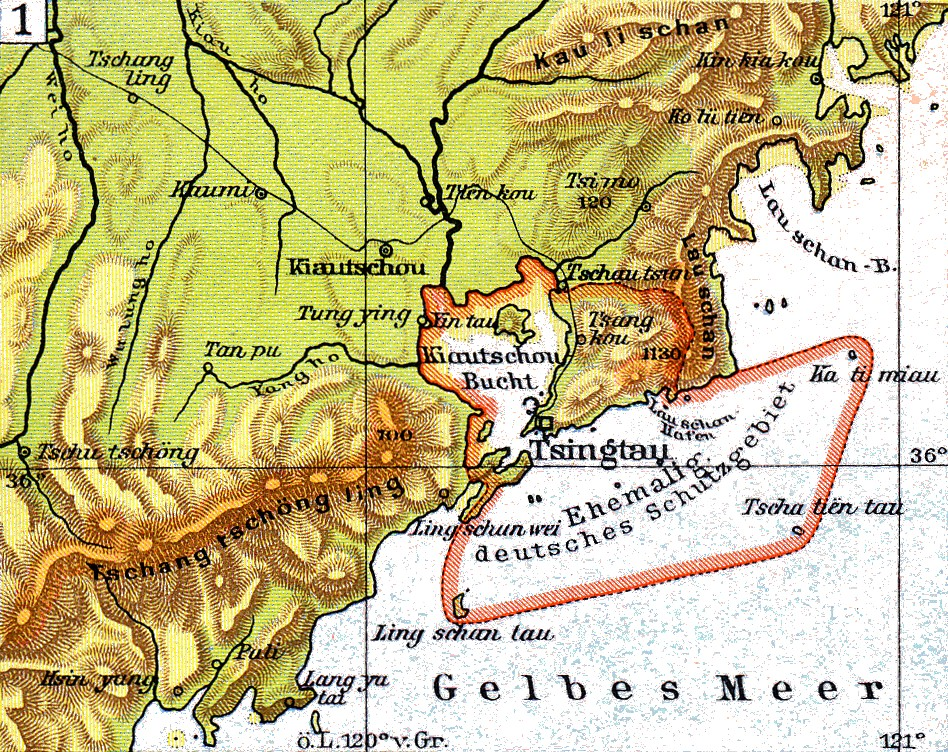
德國胶州湾租借地地圖，以山東青島為管治中心。

1898年，德國在山東膠州灣施行土地增值稅，政府以租借前的地價收買土地，再拍賣還與人民，而人民將此項買得的土地出賣時，需要以增值之33.33%繳納給政府。而未拍出的土地，經25年屆滿，會由政府重新進行估價，依照估價之所增價格，課徵三分之一增值稅。1904年，德國本土也開始施行此項制度。在孫文的年代，英國、奧地利匈牙利、捷克、瑞士、義大利、西班牙等世界主要國家均實踐土地增值稅制度。國民政府奠都南京後，亦著手制訂《土地法》，於民國19年（1930年）公布。此法規定徵收土地增值稅，稅基根據土地自上次轉手漲價或前次政府的估價，在土地移轉或連續15年無移轉時課徵。增值的稅率採累進制，最高一級稅率可達100%，漲價過少時不徵收。
民國33年（1944年）《戰時徵收土地稅條例》通過，在計算稅基時加入了需事先扣除「免稅額」一概念。戰後《土地法》修正容納了《戰時地稅條例》的大部分。民國43年（1954年）8月，政府公佈《實施都市平均地权條例》，指定台灣為實行區域。由人民自動申報地價，政府照價徵稅，漲價歸公，皆用作興辦擴大社會福利事業及九年國民義務教育之用。民國53年（1964年）1月，立法院通過《都市平均地權條例》，7月臺灣省實施都市平均地權，公告地價；並決定以增收之地價稅，作為推行民生主義社會福利政府之財源。
此外，孫文亦主張，當土地買賣仍然依循清朝舊制，任由私人間私相授受時，為規避漲價歸公，其則勢必隱瞞真實交易價格，向政府低報售價，使私人坐享不勞而獲之暴利。孫文被學者認為其主張唯有從速建立一套土地公賣制度，明訂土地買賣必需由公家機關經手，方能貫徹實行漲價歸公。

## 平均地權的實踐

### 實踐概況
民國初年，雖然政治上已發生革命，但是中國地區的土地制度仍沿清朝舊制，為私有制。民國11年（1922年），孫文在廣東準備北伐時，就首先於番禺縣（今廣州市）等地建立「土地局」。民國15年（1926年），廣州市政府開設土地廳；民國17年（1928年），南京國民政府中央政治會議決定了土地法之原則，並交給立法院進行立法。民國30年（1941年），為妥善舉行地價申報，於內政部增設地價申報處。民國35年（1946年），土地法增修條文，加入了農地之限制移轉、自耕農之限制負債、外國人擁地管理等條文。民國36年（1947年）行憲，〈憲法〉第143條中便規定了：
| “                         | 國民經濟應以民生主義為基本原則，實施平均地權，節制資本，以謀國計民生之均足。                                                                                         | ” |
| ——〈中華民國憲法〉第142條 | |   |
| “                         | ……人民依法取得之土地所有權，應受法律之保障與限制。私有土地應照價納稅，政府並得照價收買。……土地價值非因施以勞力資本而增加者，應由國家徵收土地增值稅，歸人民共享之。…… | ” |
| ——〈中華民國憲法〉第143條 | |   |

平均地權衝擊既有地主之利益，引發反彈，例如，民國40年（1951年）二月初，最高決策者蔣介石和陳誠在暫以徵收土地稅賦作為推動都市土地改革的作法上達成高度共識，但是，國民黨黨務最高權力機構中央改造委員會却声称土地方面没有投机活动，没有必要平均地权。

### 土地改革
| “                                              | 陳院長：二年來，臺省實施三七五減租成績以及其中缺點，應均切實研究檢討與充實改正。今年應以改革土地稅，依照平均地權之原則，參酌當地實際情形，擬定法規，限期實施，並以此為省政中心工作之一。…除本年經濟建設以外，以此三項可作為臺省行政之中心工作，督導各有關主管者，確定實施計畫，按步實施，如何。中正。二月八日 | ” |
| ——民國四十年（1951）年二月八日蔣介石致陳誠電報 | |   |

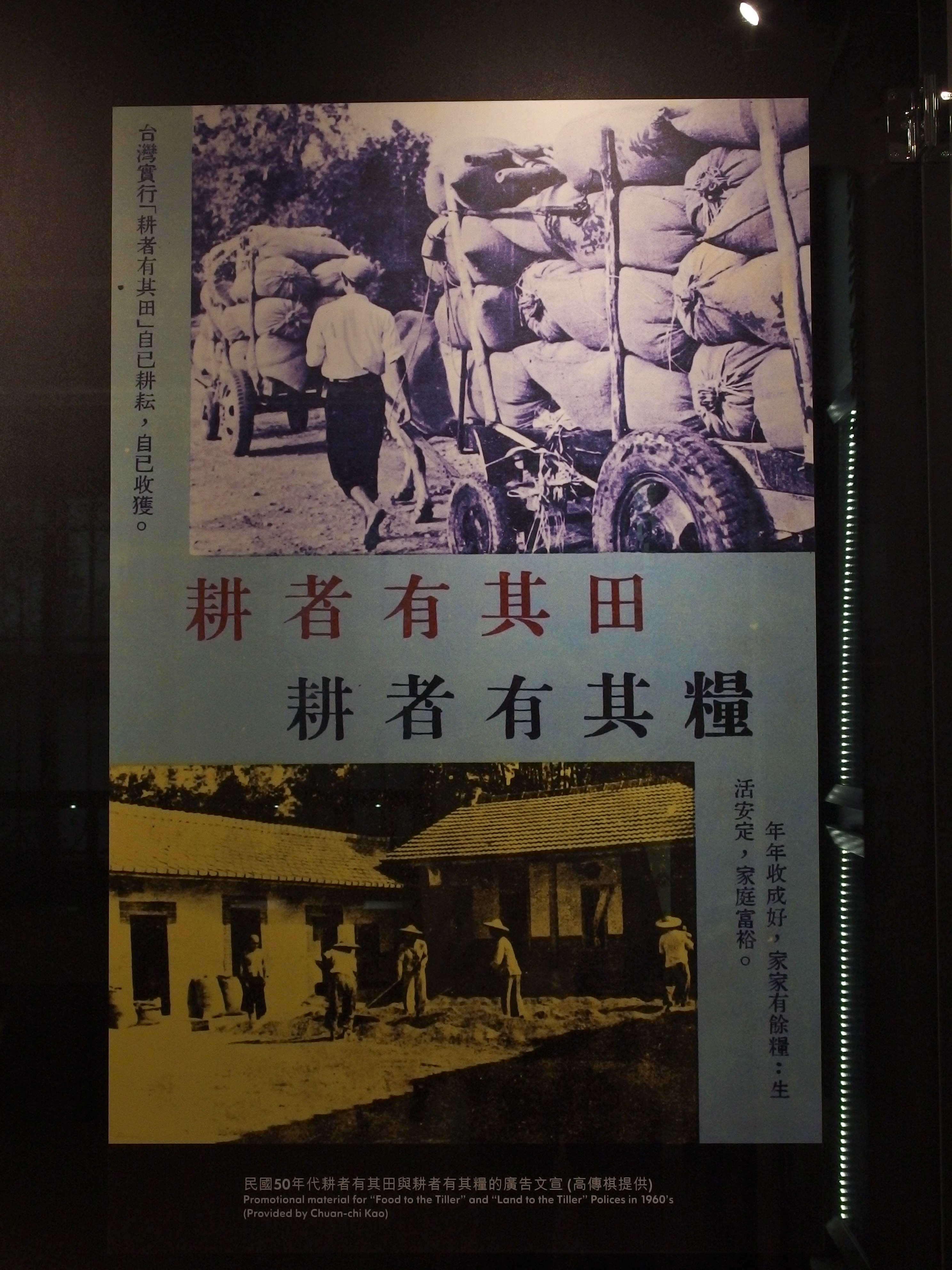
民國50年代（1960年代）“耕者有其田 耕者有其糧”的廣告文宣

民國39年（1950年）前後，國共內戰情勢底定，國民黨兵敗流亡臺灣，蔣介石藉此機會依其意對國民黨施行改革，倚仗臺灣海峽為天險，以求建設臺灣作為反攻大陸的基地。在蔣介石該年五月的某一天日記裡，便記道：「以臺灣為新生力量，建立臺灣為三民主義實行之模範省，以政治、經濟的成果，為反攻大陸恢復民國之基本武器，來與共俄鬥爭」，自此，突顯出三民主義將為國民黨政權對台一連串土地改革的理論武裝。
國民黨黨國在民國四十年代（1950年代）初期開始推動「土地改革」工作。前後一年間，分別推動了「農地改革」與「市地改革」兩項重要舉措。前者在在國民黨官方論述中被視為「迅速且成功推動的農地改革」，並使得「三七五減租」、「公地放領」、「耕者有其田」等著名政策也得以深入臺灣民間，直到二十一世紀之後仍列入教科書中，廣為人知。
在改革的影響下，從1949年到1960年，台灣每公頃水稻的產量提高了約50%，耕作水稻農民的淨利也提高了約三倍，在十年間，土地改革使台灣80%以上的農民自佃農升為了自耕農。許多經濟學家在比較了台灣、南韓與拉丁美洲國家的經濟發展後，也認為土地改革減小貧富差距與刺激經濟發展，是台韓經濟發展能後來居上的因素。不論是在當時官方的政治宣傳，或是後來長期官方論述的歷史書寫，幾乎都視土地改革作為來臺的大陸政府在臺灣初步站穩陣腳，勵精圖治進行改革，重新出發的起點。
在國民黨官方論述的歷史解釋中，一般會將當時能夠迅速且成功推動農地改革的原因，描述為來自於國府高層「痛定思痛的改革意志貫徹」、獲得廣大農民階層的擁戴支持，及「開明的本省地主審時度勢下的全力配合」等三點，但此間同時進行的作「未完成的市地改革」，則往往在之後宣傳機構的敘事中較少提及。民主化之後的一些研究則提出臺灣能迅速且成功的推動農地改革，其主因也可能是是來自於本地政治菁英與地主階層在先前經歷二二八事件等政治經濟事件事件中已轉趨弱體化，因此在面對國民黨政權強勢主導時只能被動接受。另外國民黨作為外來政權，用高壓搶奪臺灣既有住民利益，因此實踐掠奪的意志較能落實達成。
香港《地产霸权》

### 書籍
- . 臺北市: 中央文物出版社. 1993年1月1日.
- 趙淑德. . . 臺北市: 三民書局. 1988.
- 來璋. . 臺北市: 今日打字印刷公司. 1985.
- 陳布雷. . 臺北市: 傳記文學出版社. 1978年6月1日.
- 王文甲. . 臺北市: 國立編譯館. 1974.
- 李守孔. . 臺北市: 三民書局. 1973. ISBN 9571406635.
- 鄒日君. . 臺南市: 大新印書局. 1971.
- Boyd, Richard; Benno, Galjart; Ngo, Tak-Wing. . Routledge. 2007: 24–33. ISBN 978-1-134-22859-1.

### 學術論文
- 黃自進. . 人文與社會科學期刊. 2016, 54 (1): 135-179.
- Kay, Cristóbal. . Third World Quarterly. 2002, 23 (6): 1073–1102  [2020-12-14]. （原始内容存档于2019-02-06）.
- Koo, Anthony Y. C. . Asian Survey (University of California Press). 1966, 6 (3)  [2020-12-14]. （原始内容存档于2021-10-22）.
- Minns, John; Tierney, Robert. . Labour History (Australian Society for the Study of Labour History). 2003, (85)  [2020-12-14]. （原始内容存档于2021-03-01）.

### 學位論文
- 廖彥豪.  (学位论文). 國立臺灣大學建築與城鄉研究所. 2013.[需要較佳来源]

### 引用
1. ↑  來璋 & 1985年，第6頁.
2. ↑  國父全集 & 1993年，第218頁.
3. ↑  趙淑德 & 1988年，第171至第176頁.
4. ↑  趙淑德 & 1988年，第213至第233頁.
5. ↑  來璋 & 1985年，第2頁，括號內又是轉引自民國前六年（1905年）十二月二日孫中山先生民報紀元結於東京〈三民主義與中國民族之前途〉的演講講詞。
6. ↑  黃自進 & 2016年，第137頁.
7. ↑  來璋 & 1985年，第3頁.
8. ↑  黃自進 & 2016年，第161頁.
9. ↑  來璋 & 1985年，第3頁至第4頁，其又是轉引自民國前七年（1904年）的中國同盟會軍政府宣言。
10. ↑  來璋 & 1985年，第4頁右.
11. ↑  來璋 & 1985年，第4頁中，括號處又是轉引自民國九年（1920年）孫中山先生草擬的《地方自治開始實行法》。
12. ↑  來璋 & 1985年，第4頁左，括號處又是轉引自民國元年（1912年）四月一日孫中山先生在南京同盟會會員餞別會的〈民生主義與社會革命〉演講講詞。
13. ↑  黃自進 & 2016年，第139頁.
14. ↑  來璋 & 1985年，第5頁.
15. ↑  來璋 & 1985年，第6頁及第7頁.
16. ↑  來璋 & 1985年，第9頁.
17. ↑  來璋 & 1985年，第10頁至第11頁.
18. 1 2  來璋 & 1985年，第11頁.
19. ↑  來璋 & 1985年，第13頁至第14頁，括號處又是轉引自民國十年（1921年）六月孫中山先生在廣州中國國民黨特設辦事處成立大會的演講〈三民主義之具體辦法〉講詞。
20. ↑  來璋 & 1985年，第12頁至第14頁.
21. ↑  來璋 & 1985年，第12頁及第13頁.
22. ↑  來璋 & 1985年，第14頁至第15頁.
23. ↑  來璋 & 1985年，第16頁.
24. ↑  來璋 & 1985年，第18頁、第19頁及第52頁.
25. ↑  來璋 & 1985年，第19頁.
26. ↑  來璋 & 1985年，第19頁及第20頁.
27. ↑  來璋 & 1985年，第20頁.
28. ↑  來璋 & 1985年，第22頁及第23頁，括號內文字轉引自孫文民國元年（1912年）十月十五日至十七日於上海對中國社會黨〈社會主義之派別與方法〉的演講講詞。
29. ↑  來璋 & 1985年，第23頁.
30. ↑  來璋 & 1985年，第25頁.
31. ↑  來璋 & 1985年，第25頁至第26頁.
32. ↑  來璋 & 1985年，第30頁至第33頁.
33. ↑  來璋 & 1985年，第33頁至第35頁.
34. ↑  來璋 & 1985年，第37頁及第38頁.
35. ↑  來璋 & 1985年，第35頁.
36. ↑  來璋 & 1985年，第40頁及第41頁.
37. ↑  鄒日君 & 1971年，第356頁.
38. 1 2  鄒日君 & 1971年，第357頁.
39. ↑  鄒日君 & 1971年，第358頁至第359頁.
40. ↑  鄒日君 & 1971年，第360頁.
41. 1 2  李守孔 & 1973年，第185頁.
42. ↑  陳布雷 & 1978年，第106頁.
43. ↑  陳布雷 & 1978年，第107頁.
44. ↑  來璋 & 1985年，第47頁及第49頁.
45. ↑  王文甲 & 1974年，第391頁至第393頁.
46. ↑  當時是反攻優先、以黨輔政的非民主體制
47. ↑  廖彥豪 & 2013年，第160頁下半，轉引《中國國民黨中央改造委員會民國四十年（1951年）二月二十六日第九十一次會議記錄》：“（市地的地權平均）在幣值未能絕端穩定以前，市地難得不勞而獲之利潤，地價無暴漲之可能，投機不以土地為對象，故市地地權之平均無從著手——《對於本黨民生主義政治主張的檢討》報告部分”
48. 1 2 3 4  廖彥豪 & 2013年，第1頁.
49. ↑  Koo 1966，第150-157頁.
50. ↑  Minns & Tierney 2003，第106頁.
51. ↑  Kay 2002.
52. ↑  Boyd, Benno & Ngo 2007.
53. ↑  廖彥豪 & 2013年，第2頁.
54. ↑  廖彥豪 & 2013年，第39頁.